# Eugène Cordonnier
Pour les articles homonymes, voir Cordonnier (homonymie).
Eugène Cordonnier est un gymnaste artistique français né le 16 novembre 1892 à Loos et mort le 3 janvier 1967 à Bondy.

## Biographie
Eugène Cordonnier remporte avec l'équipe de France de gymnastique la médaille de bronze au concours général par équipes aux Jeux olympiques d'été de 1920 à Anvers. Il participe ensuite à toutes les épreuves de gymnastique aux Jeux olympiques d'été de 1924 à Paris, remportant la médaille d'argent au concours général par équipes.

## Palmarès

### Jeux olympiques
- Anvers 1920
  -  médaille de bronze au concours par équipes

- Paris 1924
  -  médaille d'argent au concours par équipes